# Slag bij Ollantaytambo

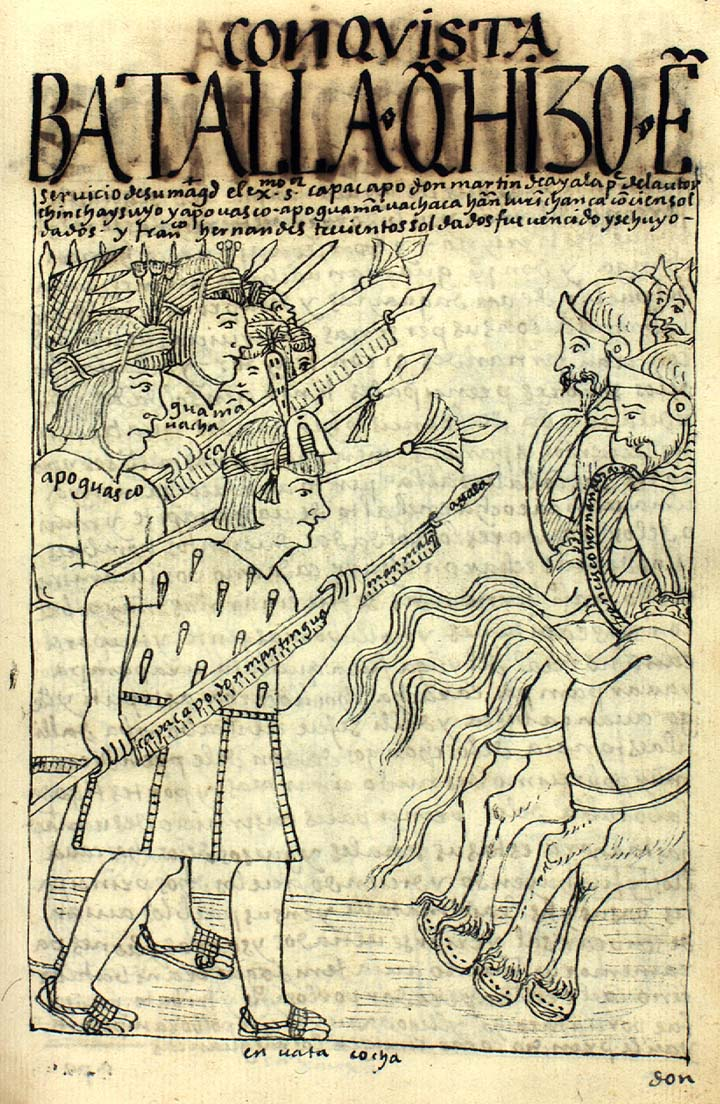
Strijd tussen Inca en Spaanse troepen, voorstelling van Guaman Poma

De Slag bij Ollantaytambo vond plaats in januari 1537, tussen de overwinnende strijdkrachten van de Inca keizer Manco Inca en de Spaanse troepen van Hernando Pizarro, tijdens de Spaanse verovering van Peru. 
In mei 1536 kwam Manco Inca, voormalig medestander van de Spanjaarden, in opstand en belegerde het Spaanse garnizoen in de stad Cuzco. De belegerden vielen daarop het hoofdkwartier van de Inca keizer aan in Ollantaytambo. Het expeditieleger onder Hernando Pizarro, 100 Spanjaarden en ongeveer 30.000 indiaanse hulptroepen, stond tegenover meer dan 30.000 krijgers van Manco Inca.
De slag vond plaats in de stad Ollantaytambo zelf of op de nabijgelegen vlakte van Macabamba. Het Inca leger wist het Spaanse leger te weerstaan vanaf de hoge terrassen en door terrein onder water te zetten en zo de Spaanse cavalerie tegen te werken. 's Nachts trokken de Spanjaarden zich terug in Cuzco. Manco Inca behaalde de overwinning. Maar er kwamen Spaanse versterkingen naar Cuzco en Manco Inca verliet Ollantaytambo en trok naar Vilcabamba, waar hij de kleine, onafhankelijke Neo Inca staat oprichtte, die tot 1572 standhield. 

## Voorgeschiedenis
In 1531 landde een groep Spanjaarden onder Francisco Pizarro op de kusten van het Incarijk. Dit was het begin van de Spaanse verovering van Peru. Op dat moment kwam het keizerrijk bij van een burgeroorlog, waarin Atahualpa zijn broer Huascar had verslagen en zich de titel van Sapa Inca had toegeëigend. Atahualpa onderschatte de kleine, Spaanse legermacht en werd gevangengenomen tijdens de Slag bij Cajamarca (16 november 1531). In juli 1533 werd Atahualpa door Pizarro terechtgesteld. Vier maanden later bezette Pizarro de hoofdstad Cuzco. Atahualpa werd vervangen door zijn broer Túpac Huallpa, een stroman, die kort daarop overleed. Daarna werd in zijn plaats een andere broer, Manco Inca, gekroond. Op dat moment vormden alleen de generaals van Atahualpa het verzet tegen de Spaanse opmars, want een aanzienlijk deel van de bevolking had tijdens de burgeroorlog voor Huascar gestreden en steunde Pizarro in zijn strijd tegen hun tegenstanders.
Manco Inca versloeg samen met de conquistadors Atahualpa's generaals. Toen zijn eigen huis in 1535 door een Spaanse meute werd beroofd, besefte Manco Inca pas dat het werkelijke gezag in Spaanse handen lag. Er werd goud van hem geëist, zijn vrouwen werden hem ontnomen en hij werd zelfs gevangengezet. Manco Inca ontvluchtte Cuzco en begon een opstand.
In mei 1536 belegerde een Inca leger Cuzco, maar de conquistadors bestormden toen in een tegenaanval Sacsayhuaman. Manco Inca's generaals bezetten de centrale hooglanden van Peru en wisten Spaanse versterkingstroepen te vernietigen, maar slaagden er niet in de onlangs gestichte Spaanse hoofdstad Lima in te nemen. Daardoor duurde de patstelling rond Cuzco maandenlang voort. Toen besloten de Spanjaarden Manco's hoofdkwartier in Ollantaytambo aan te vallen, 70 km ten noordwesten van Cuzco.

## Slagorde
Manco Inca verzamelde meer dan 30.000 krijgers in Ollantaytambo, waaronder rekruten van stammen van het Amazoneregenwoud. Zijn 'militie' bestond vooral uit opgeroepen boeren met een povere krijgsopleiding. Ze werden in etnische groepen onderverdeeld en stonden onder lokale leiders, de kuraka's. Met houten knotsen, speren, bogen, slingers, helmen, schilden en lichte harnassen, stonden ze tegenover de Spanjaarden met hun Spaanse wapentuig (maliënkolders, stalen helmen, kleine ijzeren of houten schilden, stalen zwaarden, lansen, vuurwapens werden zelden aangewend) en paarden.
De troepen van Hernando Pizarro bestonden uit 100 Spanjaarden (30 infanteristen en 70 cavaleristen) en naar schatting 30.000 inheemse bondgenoten, met dezelfde wapens als het leger van Manco Inca. Pizarro's hulptroepen waren voor het merendeel Canari's, Chachapoya's en Wanka's, naast verschillende leden van de Inca adel, die tegenstander waren van Manco Inca.

## De slag
Manco Inca versterkte de oostelijke aanvalsroute richting Cuzco. De eerste verdedigingslinie waren de steile terrassen bij Pachar. Daarachter leidden de Inca's de rivier Urubamba om, zodat er twee verdedigingslinies over de vallei werden gecreëerd, met de versterkingen van Choquana op de linkeroever en 'Inkapintay op de rechteroever. Daarachter lag de vlakte van Mascabamba, waar elf hoge terrassen de vallei afsloten tussen de bergen en een diepe afgrond, uitgesleten door de Urubamba. De enige doorgang was de poort van T'iyupuku, een dikke verdedigingsmuur met twee nauwe doorgangen. Als de vijand hier doorheen kon komen bleef de Tempelheuvel van Ollantaytambo zelf als laatste bastion over.
Het Spaanse leger moest dus verschillende malen de rivier doorwaden en bij elk obstakel zware tegenstand het hoofd bieden. Het grootste deel van het Incaleger bestookte de Spanjaarden vanaf de terrassen die over een vlakte van de Urubamba uitkeken. Verschillende Spaanse aanvallen mislukten door een regen van pijlen, slingerstenen en rotsen vanaf de terrassen en beide flanken. De vlakte werd onder water gezet via daartoe aangelegde kanalen en toen het water de paarden tot de buik stond, begonnen de verdedigers een tegenaanval. Sommigen gebruikten daarbij eerder buitgemaakte Spaanse wapens. Manco Inca reed zelf op een paard. Hernando Pizarro gaf bevel terug te trekken en 's nachts vluchtten de Spaanse troepen door de Urubamba vallei, achtervolgd door de Inca's en bereikten de volgende dag Cuzco. 

## Afloop
Na het succes van Ollantaytambo wilde Manco Inca opnieuw Cuzco aanvallen, maar bij een nachtelijke Spaanse uitval vielen veel gewonden. 
Op 18 april 1537 kwam een Spaans leger onder leiding van Diego de Almagro terug van een lange expeditie naar Chili en bezette Cuzco. Hij zette Hernando Pizarro en diens broer Gonzalo gevangen, omdat hij de stad voor zichzelf wilde hebben. De meeste Spaanse troepen en bondgenoten schaarden zich achter Almagro. Hij probeerde tot een overeenkomst te komen met Manco Inca, maar het kwam tot een treffen bij Calca, bij Cuzco. Met de versterkingen van Almagro, besloot Manco Inca zich verder westwaarts terug te trekken in Vitcos. Almagro's luitenant Rodrigo Orgóñez volgde hem met 300 Spanjaarden en een grote groep indiaanse hulptroepen. In juli 1537 bezette en plunderde Orgóñez Vitcos, waarbij hij veel krijgsgevangenen maakte. Inca Manco wist te ontsnappen naar Vilcabamba, een afgelegen plaats waar de Neo-Incastaat werd gevestigd, tot de gevangenname en executie in 1572 van de laatste keizer, Túpac Amaru.